# 火伏医院
火伏医院（ひぶせいいん）は、和歌山県橋本市に所在する病院、町家。主屋等が歴史的建築物として国の登録有形文化財に登録されている。

## 概要
かつては旧伊勢街道に北面して建っていたが、区画整理により現在地に移転した。主屋は1721年 (享保6年) に建築されたことが棟札から確認される。江戸時代末期に改修され、現代に至る。病院棟とともに2004年 (平成16年) 7月23日に国の登録有形文化財となった。周囲にも複数の登録有形文化財が所在する。

## 建築

### 主屋
- 木造、平屋一部2階建、瓦葺き、建築面積101m2。間口8間、切妻造、桟瓦葺き。平入のつし2階建町屋で、東側は2室続きの落棟座敷、西側は中土間となっている。

### 病院棟
- 大正時代建築、木造2階建、瓦葺き、建築面積49m2。主屋西側に接する6.7m角。屋根は桟瓦葺きで正面側を寄棟造、背面側を切妻造とする。紀ノ川の洪水対策として1.3m程の高床となっている。

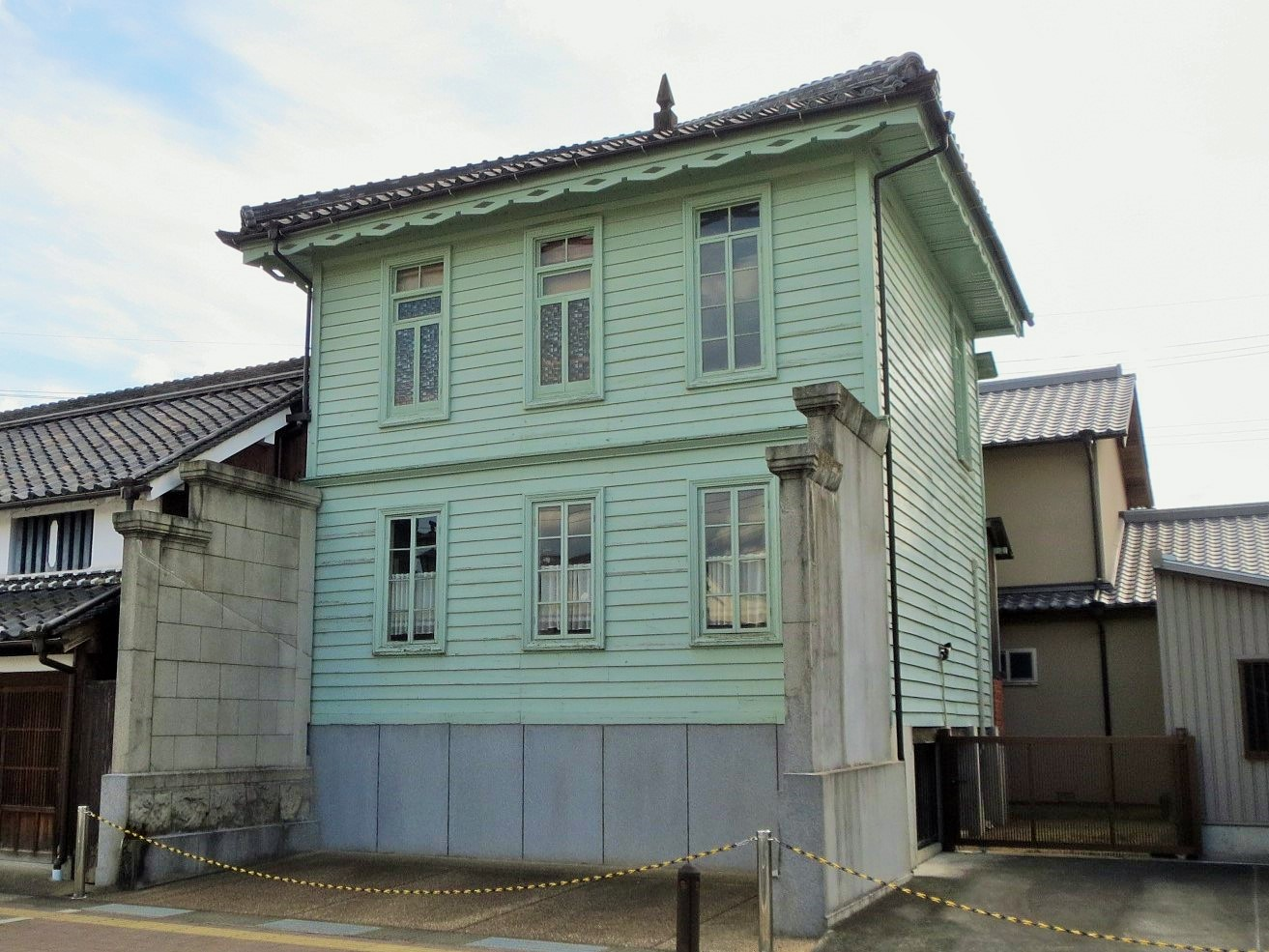
火伏医院病院棟

## 現地情報

### 住所
- 和歌山県橋本市橋本1丁目4-10

### 交通アクセス
- 南海高野線、和歌山線橋本駅より徒歩7分

### 営業情報
- 定休日 – 毎週日曜日、祝日

### 周辺施設
- 旧橋本本陣池永家住宅, みそや呉服店 - 登録有形文化財